# Гиперинфляция в Веймарской республике

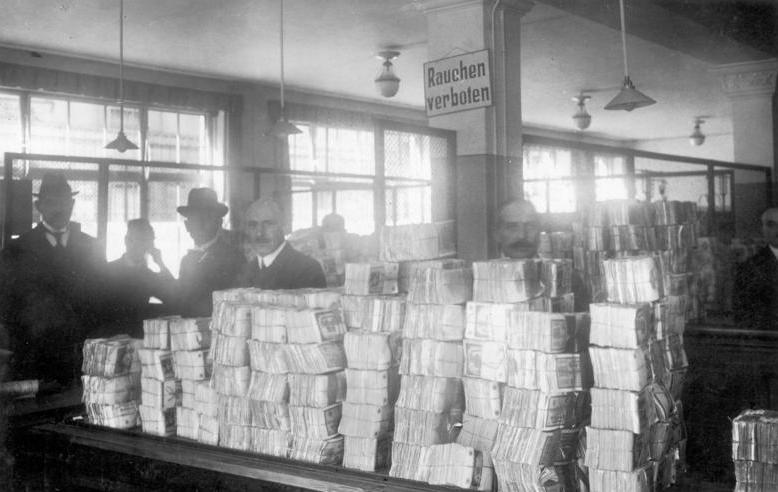
Стопки новых банкнот Нотгельдов, ожидающих распределения в Рейхсбанке во время гиперинфляции

Гиперинфляция в Веймарской республике — гиперинфляция, затронувшая немецкую бумажную марку, валюту Веймарской республики, в период между 1921 и 1923 годами.
Немецкая валюта испытала значительную инфляцию во время Первой мировой войны из-за того, как немецкое правительство финансировало свои военные усилия за счет заимствований, при этом к 1918 году долги составляли 156 миллиардов марок. Этот государственный долг был увеличен на 50 миллиардов марок вследствие репараций, подлежащих выплате наличными и натурой (например, углем и древесиной) в соответствии с Лондонским графиком платежей от мая 1921 года, согласованным после Версальского договора.
Валюта стабилизировалась в начале 1922 года, но затем началась гиперинфляция: обменная стоимость марки упала с 320 марок за доллар в середине 1922 года до 7400 марок за доллар США к декабрю 1922 года. Эта гиперинфляция продолжалась и в 1923 году, и к ноябрю 1923 года один доллар США стоил 4 210 500 000 000 марок. Немецкие власти приняли различные меры для решения этой проблемы, включая новую валюту под названием «рентная марка», обеспеченную ипотечными облигациями, которая позже сама была заменена рейхсмаркой, а также запрет национальному банку печатать бумажную валюту. Банкнотой с самым большим номиналом стали 100 триллионов марок.
К 1924 году валюта стабилизировалась, и выплаты немецких репараций возобновились по плану Дауэса. Поскольку катастрофическое падение стоимости марки фактически уничтожило реальную стоимость долга, некоторые долги (например, ипотечные) были переоценены, чтобы кредиторы могли вернуть часть своих денег.
Гиперинфляция вызвала значительную внутреннюю политическую нестабильность в стране. Историки и экономисты расходятся во мнениях о причинах этой гиперинфляции, особенно о том, в какой степени она была вызвана репарационными выплатами.

## Банкноты периода гиперинфляции

Гиперинфляция в Веймарской республике: от одной до триллиона бумажных марок за одну золотую марку; значения по логарифмической шкале

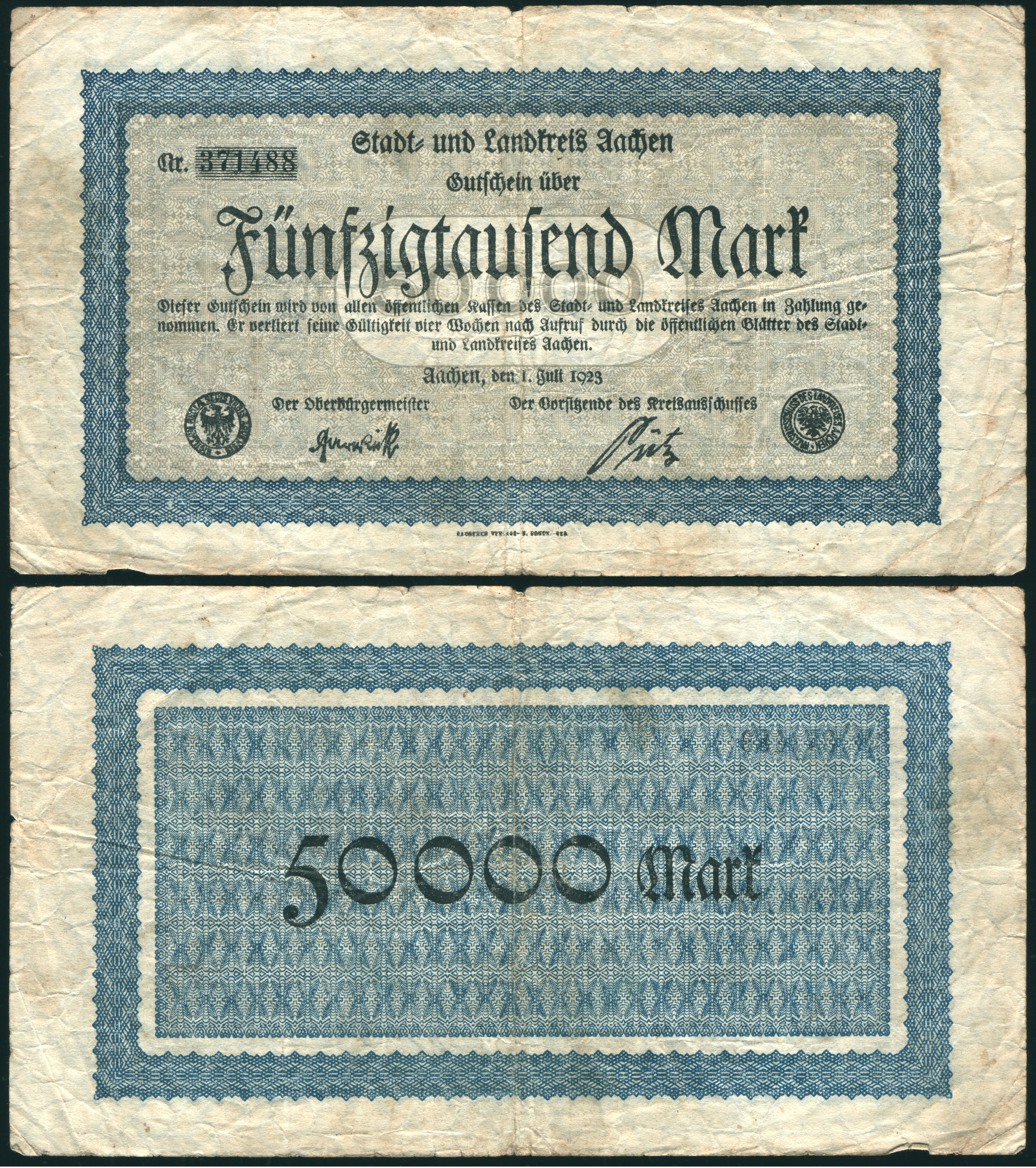
50 тысяч марок, Аахен, 1923
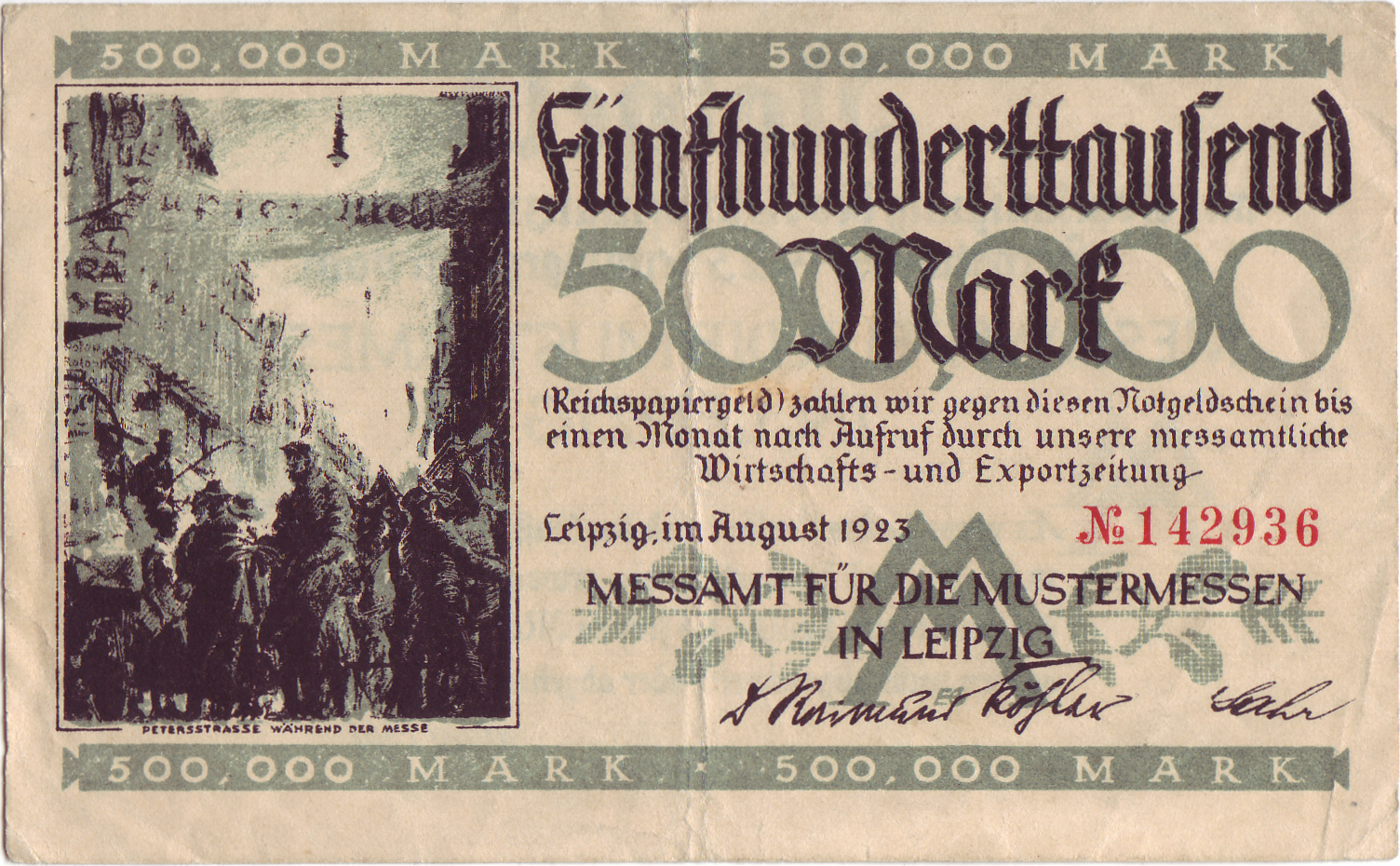
500 тысяч марок, Лейпциг, 1923
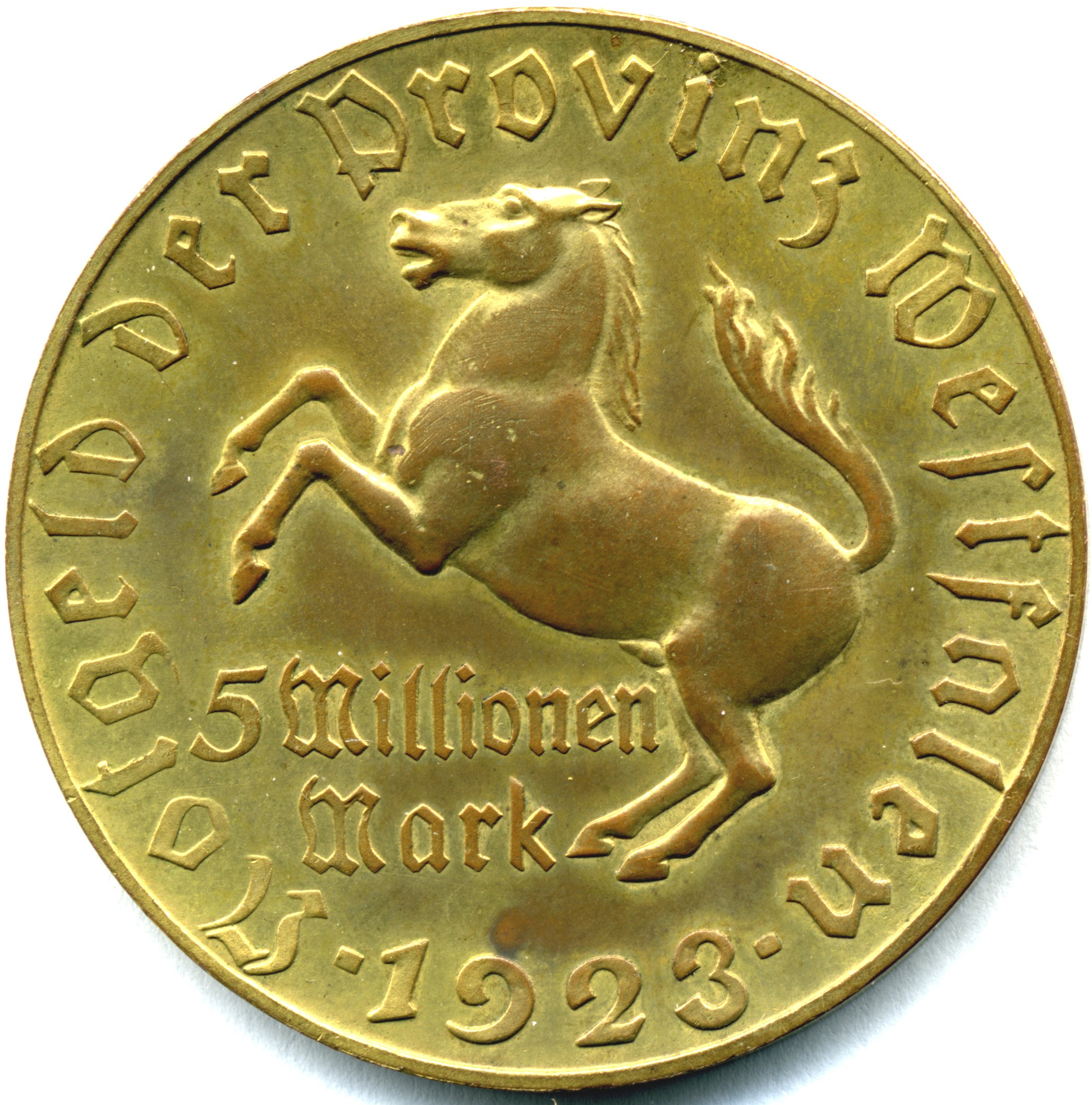
Монета в 5 миллионов марок, Вестфалия, 1923
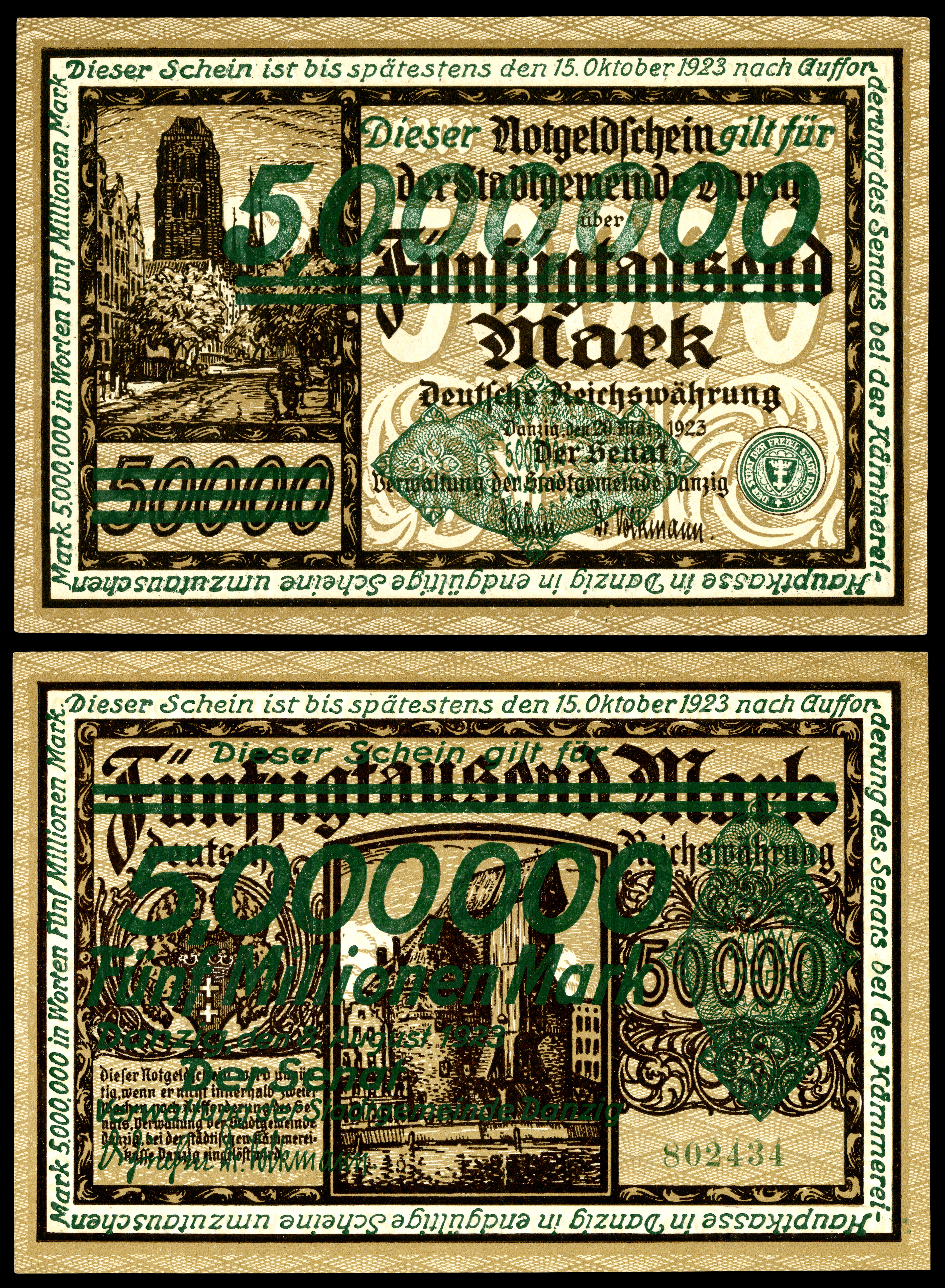
5 миллионов марок, Данциг, 1923
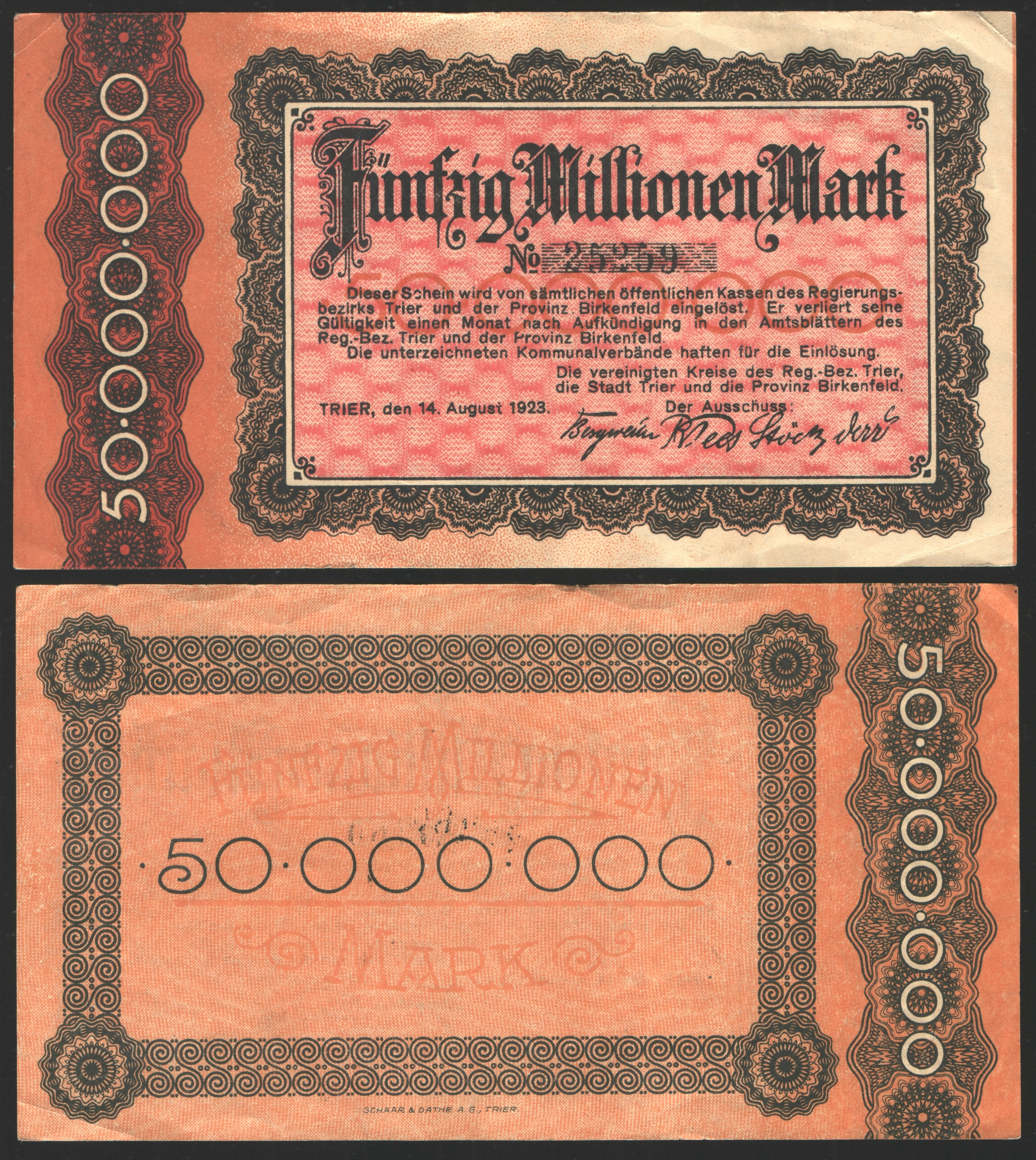
50 миллионов марок, Трир, 1923
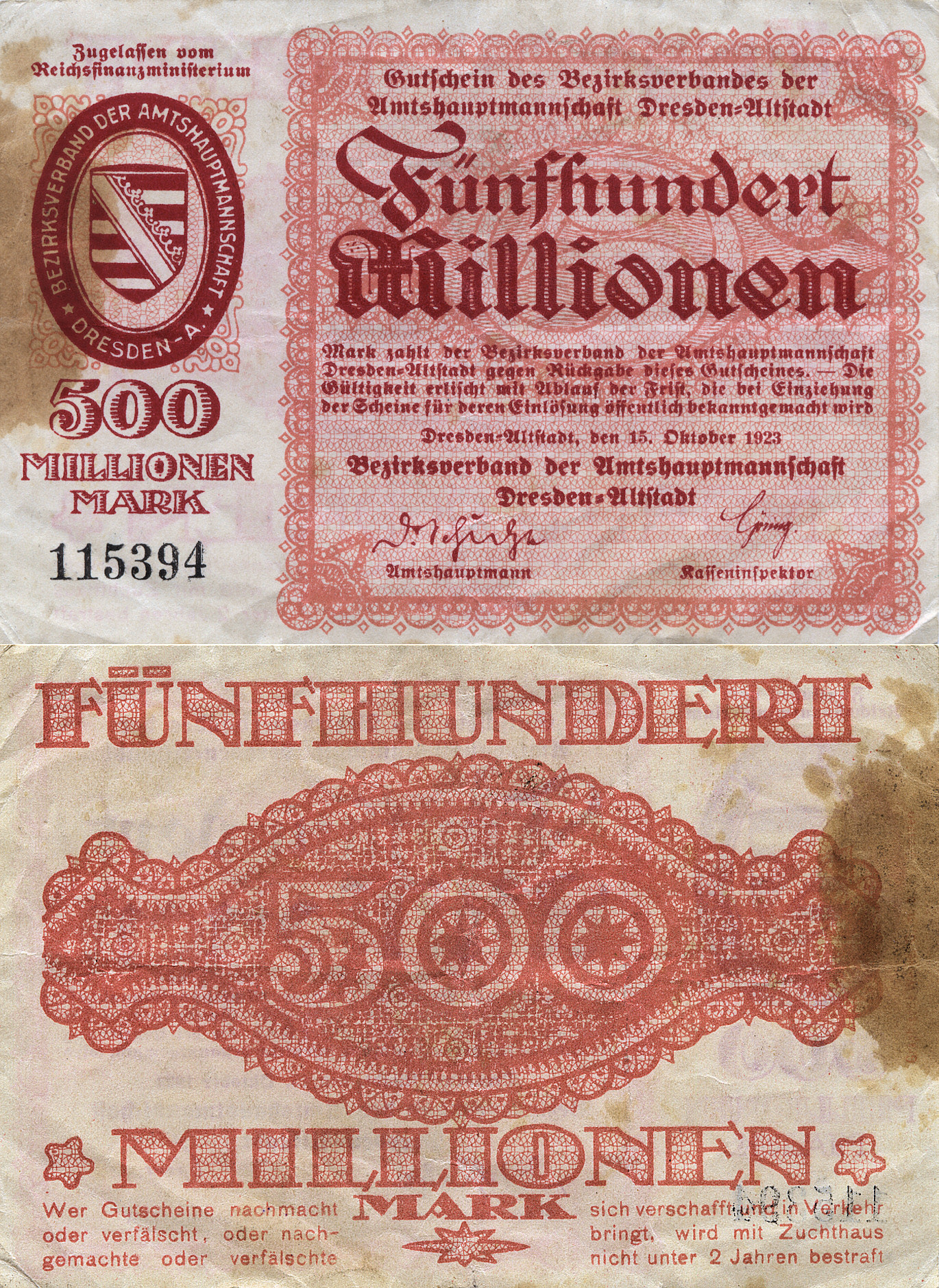
500 миллионов марок, Дрезден, 1923
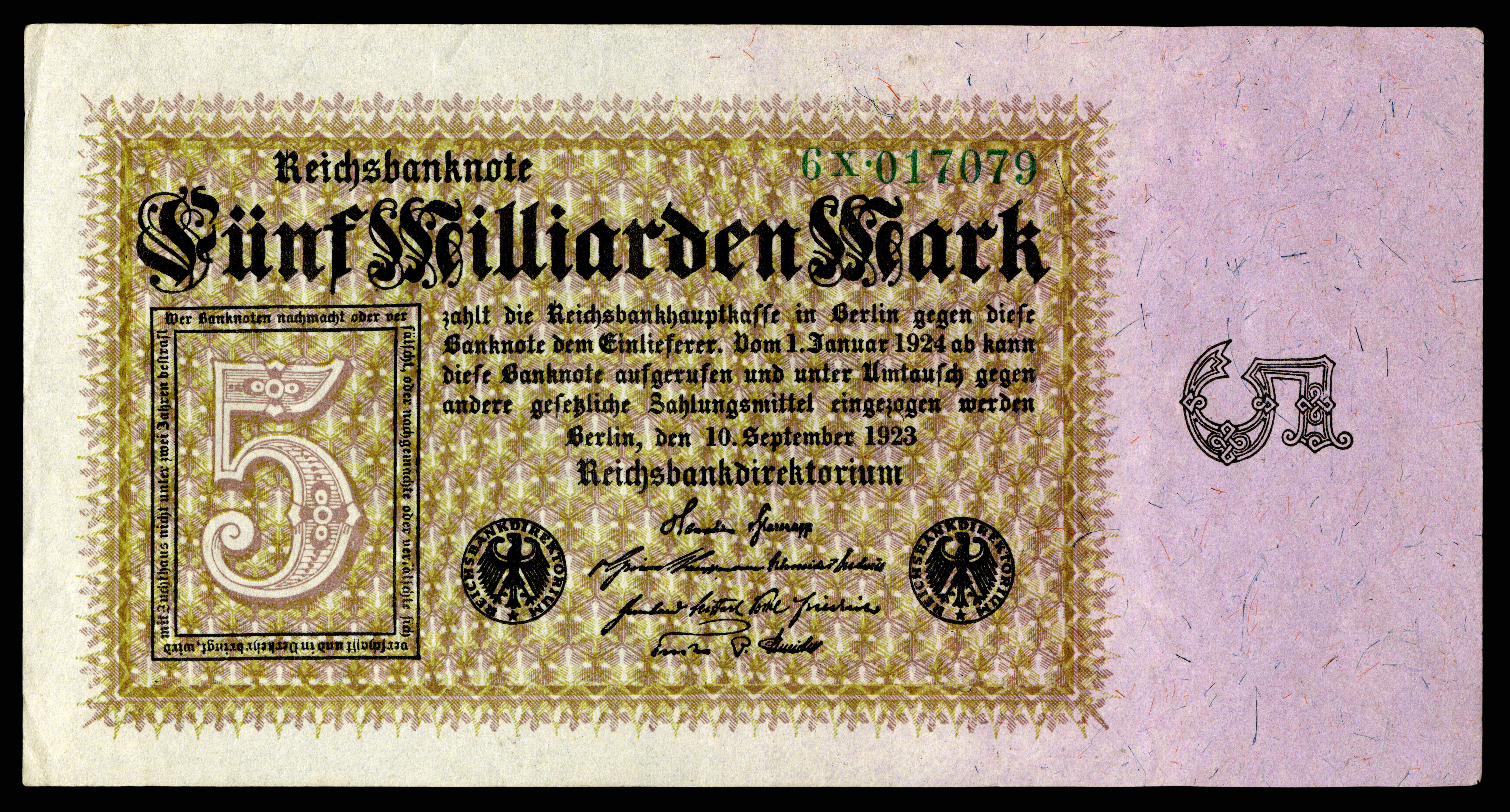
5 миллиардов марок, Берлин, 1923
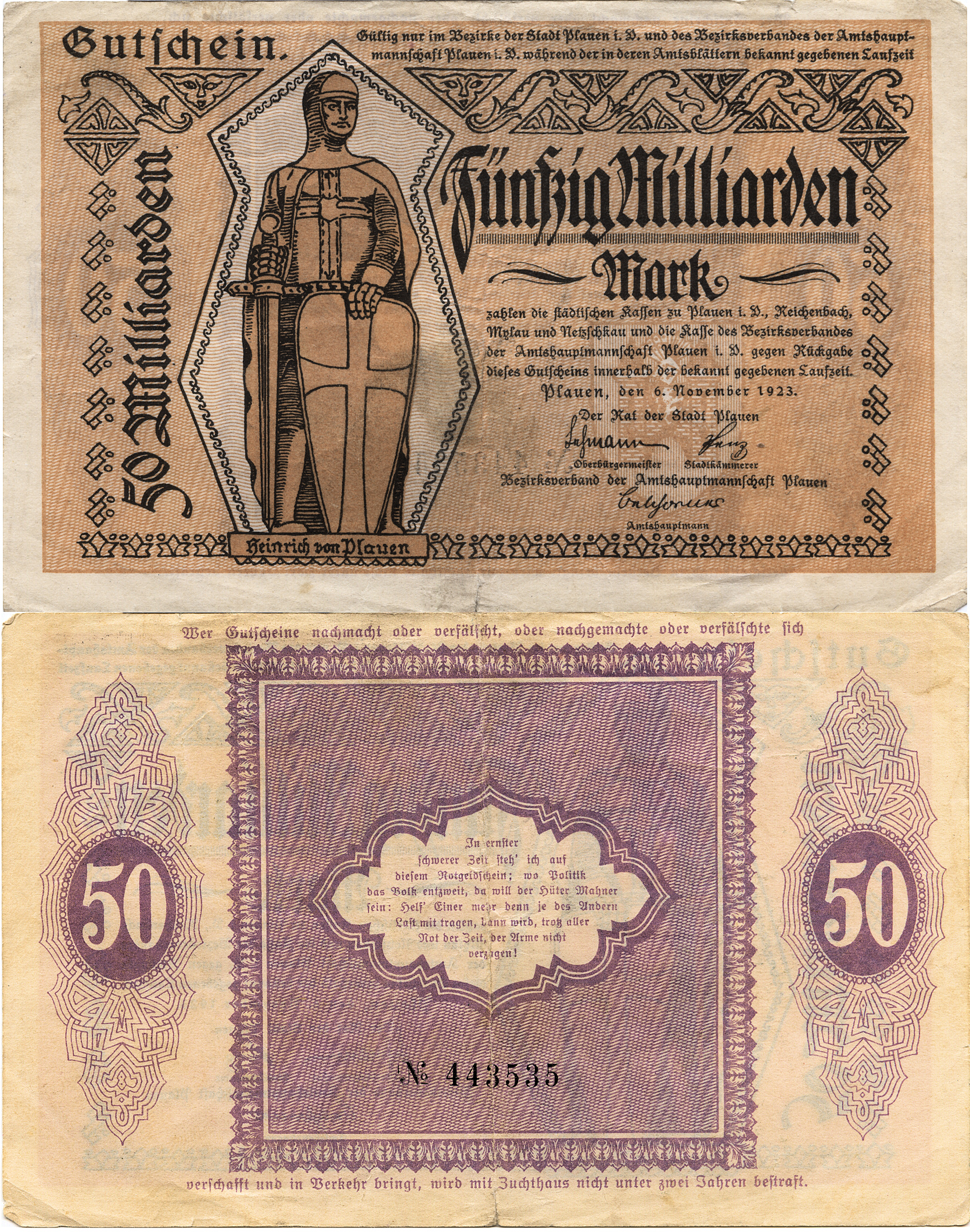
5 миллиардов марок, Плауэн, 1923
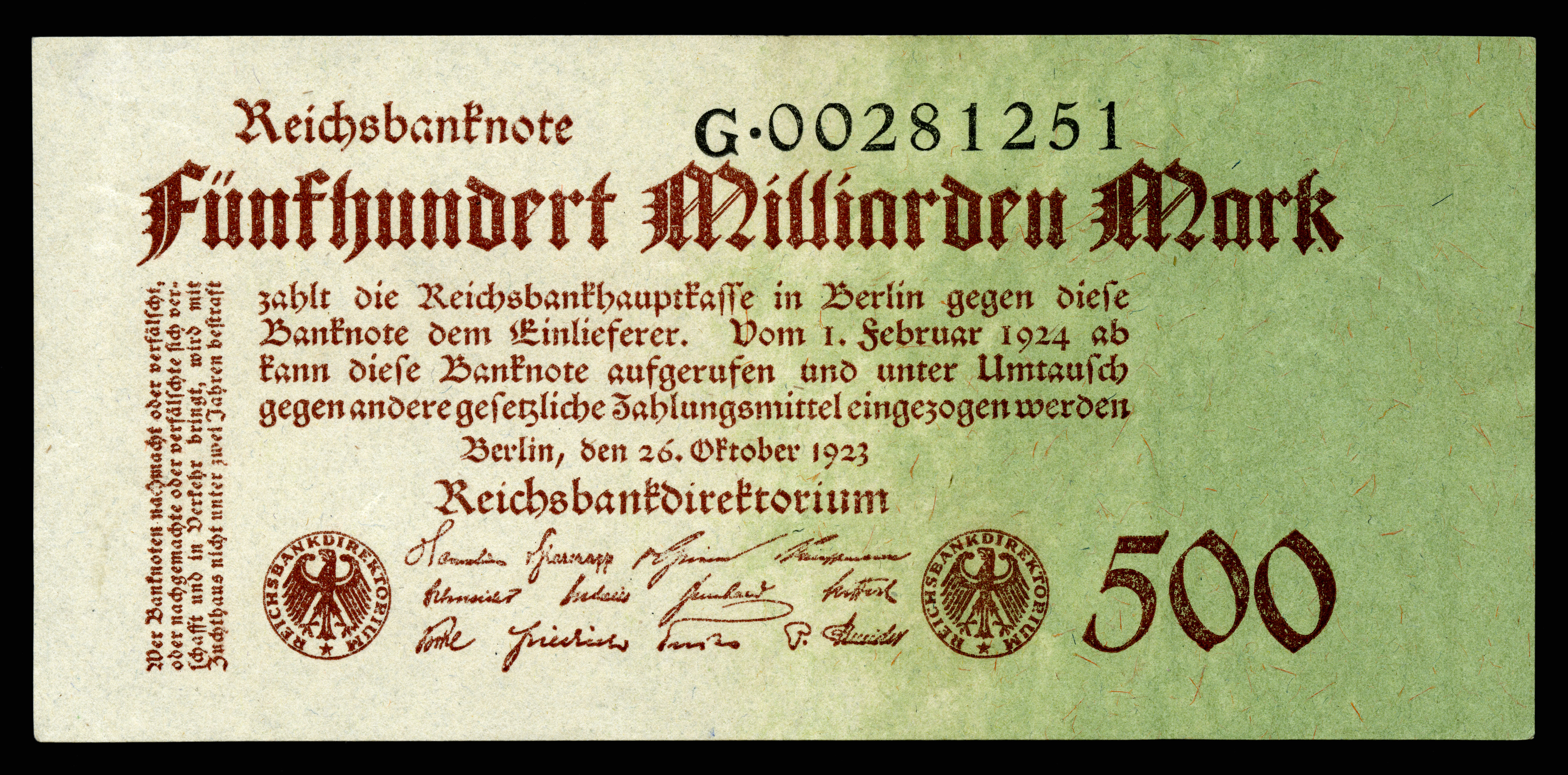
500 миллиардов марок, Берлин, 1923
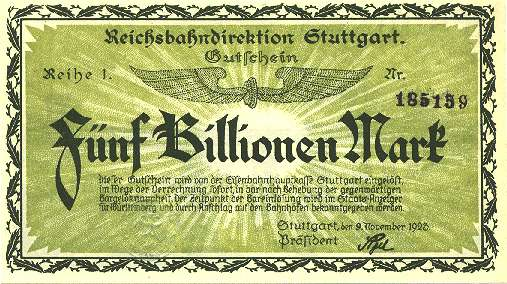
5 триллионов марок, Штутгарт, 1923
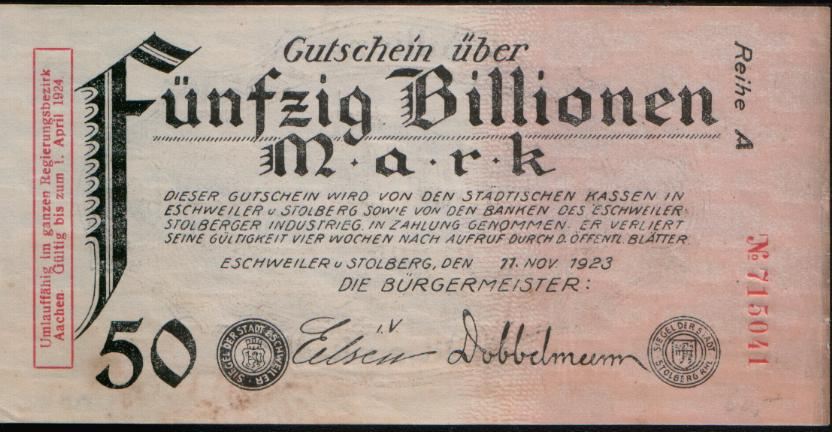
50 триллионов марок, Эшвайлер, 1923
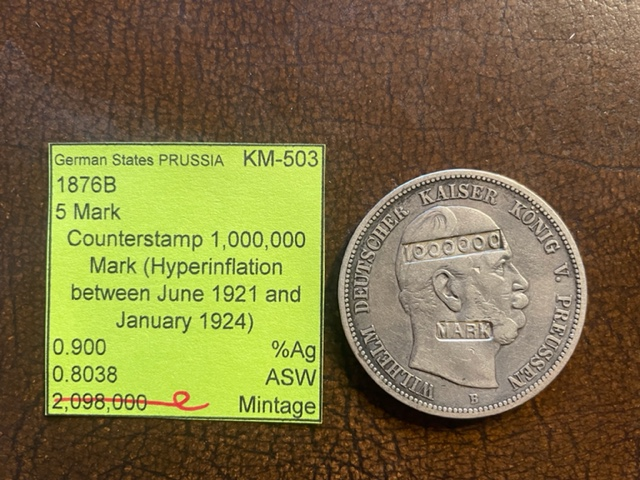
Аахен